# Фридман, Уильям Фредерик
Уи́льям Фре́дерик Фри́дман (при рождении Вольф Фридман, англ. William Frederick Friedman; 24 сентября 1891, Кишинёв, Бессарабская губерния — 12 ноября 1969, Вашингтон) — американский криптограф, именуемый «отцом американской криптологии» (The Father or Dean of American Cryptology).
Ввёл в оборот сами термины «криптоанализ» (англ. cryptanalysis, 1920) и «криптология» (англ. cryptology, в современном значении — 1935). Организатор и первый директор американской военной Службы разведки сигналов.
Автор трёх учебников по военной криптографии, считающихся основополагающими текстами по этой дисциплине, и ряда научных работ по анализу кодов и шифров; пионер применения статистических методов в криптоанализе. Им разработаны девять шифровальных машин (три из которых запатентованы, 6 остаются засекреченными по сей день), найдено решение к машине Эдварда Хеберна (1925). Особенное значение имел взлом группой Фридмана так называемого японского «Пурпурного кода» (PURPLE) в начале Второй мировой войны (1940), что дало американской разведке доступ к секретной японской дипломатической корреспонденции ещё до нападения Японии на Перл-Харбор. Автор нескольких литературоведческих книг. Его имя увековечено в Зале славы военной разведки США и Зале славы Агентства национальной безопасности.

## Биография

### Ранние годы и Лаборатория Ривербэнк
Вольф Фридман родился в 1891 году в Кишинёве. Его отец, Фредерик Фридман (1865—1935), работал чиновником почтовой службы города, мать — Роза Шойловна Тростянецкая (1871—1954) — происходила из состоятельной семьи виноделов. Фредерик Фридман эмигрировал в Америку в 1892 году и занялся розничной торговлей швейными машинками фирмы Зингер в Питтсбурге (штат Пенсильвания). Роза Фридман с детьми присоединилась к нему в 1893 году. После шестимесячного обучения в Мичиганском сельскохозяйственном колледже (англ.) в Ист-Лэнсинге (англ.), в 1911 году Фридман поступил на отделение генетики Корнеллского университета, где в 1914 году получил степень бакалавра и поступил в магистратуру.
В 1915 году, не закончив обучения, Фридман был приглашён известным предпринимателем полковником Джорджем Фэбианом (англ.) в его лабораторию Ривербэнк, располагавшуюся в купленном им на собственные средства имении в местечке Дженива неподалёку от Чикаго, где начинающему генетику было предложено присоединиться к культивации морозоустойчивых сортов хлопка и пшеницы. Здесь Уильям Фридман возглавил отделение генетики и познакомился с Элизабет Уэллс Галлап (Elizabeth Wells Gallup, 1848—1934) — автором нескольких трудов по бэконовым шифрам, начиная с «Bi-literal Cypher of sir Francis Bacon Discovered in his Works and Deciphered by Ms. Elizabeth Wells Gallup» (Двоичный прямой шифр сэра Фрэнсиса Бэкона, обнаруженный в его произведениях и расшифрованный мисс Элизабет Уэллс Галлап, 1899) — которая заинтересовала его исследованиями якобы наличествующего в пьесах Шекспира тайного шифра, обнаружение которого подтвердило бы её гипотезу о том, что их настоящим автором был сэр Фрэнсис Бэкон. Таким образом Фридман впервые занялся дешифровкой и декодированием, а также познакомился со своей будущей женой Элизабет (1892—1980), которая также работала над расшифровкой произведений Шекспира. В мае 1917 года Уильям Фридман и Элизабет официально зарегистрировали свой брак. Помимо отделения генетики, Фридман теперь возглавлял и отдел шифров.

### Первая мировая война
После вступления Соединённых Штатов в войну против Германии, полковник Фэбиан передал свою криптографическую лабораторию в распоряжение федерального правительства. Фридман был назначен ответственным за подготовку сотрудников разведывательных войск, а одним из четырёх его ассистентов была назначена его жена — криптолог Элизабет Фридман. Уже к концу 1917 года им были опубликованы семь технических монографий по криптологии, которые создали основу продолженной им в 1920 году серии «The Riverbank Publications», считающейся основополагающей в этой дисциплине. № 22 в этой серии, «The Index of Coincidence and Its Applications in Cryptography» (1920), обыкновенно рассматривается самой важной научной публикацией в истории криптологии. В этой работе Фридман ввёл понятие «индекса совпадения» (index of coincidence) и методику расчёта совпадения (coincidence counting). В другой работе Фридман предложил метод определения периода гаммы (длины лозунга) в шифре Виженера, а также бесключевой метод дешифрования при использовании неравновероятной гаммы (так называемый тест Фридмана, 1925), таким образом впервые продемонстрировав успешное применение вероятностно-статистических методов в криптографии.
В это время ему и его жене Элизабет удалось расшифровать код, используемый немцами и индийцами в переписке по закупке оружия для борьбы против англичан. Хотя там и использовался сложный книжный шифр на базе устаревшего словаря, корреспонденты подчас использовали для одной буквы одно и то же обозначение страниц и строк несколько раз. К моменту суда Фридманам удалось воссоздать и сам словарь.
В июле 1918 года Фридман прибыл в распоряжение штаба генерала Джона Першинга во французском местечке Шомон (Chaumont) в департаменте Верхняя Марна и был принят в отделение по раскрытию германского кода и шифра (The German Code and Cipher Solving Section), иначе известное как Отдел радиоразведки (Radio Intelligence Section) при генеральном штабе. В том же году он написал работу «Field Codes Used by the German Army During the World War» (Полевые коды, используемые немцами во время Первой мировой войны), затем историю армейских отделений по расшифровке кодов — первую в серии монографий по истории криптологии.

### Служба радиоразведки

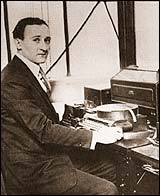
Уильям Ф. Фридман с шифровальной машиной AT&T

5 апреля 1919 года Фридман был демобилизован и вернулся в Riverbank Laboratories, где продолжил серию основополагающих работ по криптологии и расшифровке кодов. 1 января 1921 года Фридман вместе с женой были назначены гражданскими криптографами подразделения радиоразведки (в составе так называемой «Чёрной камеры» под руководством Герберта Ярдли, и уже к концу года Фридман был официально назначен главным криптоаналитиком службы радиоразведки американских вооружённых сил. В этой должности он оставался вплоть до 1947 года, когда его назначили директором коммуникационных исследований Армейского агентства безопасности. Помимо преподавательской деятельности в различных военных школах страны, Фридман в эти годы опубликовал ряд исследовательских работ, методических и учебных пособий. Особенно значительным стал выпущенный им в 1923 году первый учебник «Элементы криптоанализа», ставший базовым пособием новой научной дисциплины. Анализ алгоритмов шифрования и взлом кодировки роторных шифровальных машин типа популярной в начале 1920-х годов машины Хеберна, осуществлённые Фридманом, привёли к быстрому выходу этих машин из применения в США.
В 1929 году Уильям Фридман занялся организацией единой американской службы радиотехнической разведки («Signal Intelligence Service» — SIS), которую он в следующем году возглавил. Под его руководством в отдел были приглашены известные в будущем криптографы Соломон Кульбак, Абрахам Синков и Фрэнк Роулетт, а также создана Школа радиоразведки (Signal Intelligence School). На протяжении 1930-х годов Фридман начал использовать электрические табуляционные машины IBM для компиляции и сортировки кодов.

### Вторая мировая война

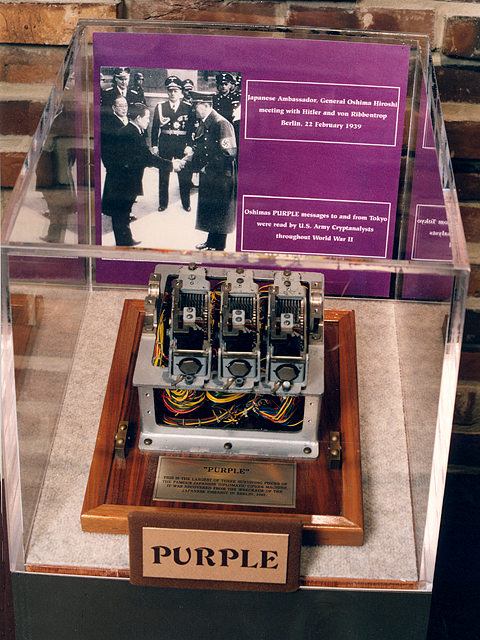
Часть попавшей в распоряжение союзников в 1945 году «Пурпурной машины»

С 1939 года Фридман целиком сконцентрировал своё внимание на так называемом японском «Пурпурном коде» (Purple code), считавшемся в то время одним из самых сложных шифров. В 1940 году ему удалось расшифровать этот код и опубликовать алгоритм производящей его т. н. «машины B». Истории взлома Фридманом японского военного кода в начале Второй мировой войны посвящены книги «The Man Who Broke Purple: The Life of the World’s Greatest Cryptologist, Colonel William F. Friedman» (Человек, который вскрыл Пурпурный код: биография величайшего криптолога мира полковника Уильяма Ф. Фридмана, 1977) Рональда Кларка (Ronald W. Clark) и «The Code-Breakers: The Comprehensive History of Secret Communication from Ancient Times to the Internet» (Дешифровщики: всеобъемлющая история секретной связи с древних времён и до интернета, 1967) Дэвида Кана.
В том же году Фридман получил чин полковника и был госпитализирован с тяжёлой депрессией. Результатом госпитализации стала его вынужденная демобилизация в апреле 1941 года, но ему было разрешено продолжить работу в службе радиоразведки — теперь в качестве гражданского лица. С 1943 и в последующие годы он был ответственным за сотрудничество между американской и британской разведывательными службами в области коммуникации (согласно соглашениям «BRUSA agreement», впоследствии «UKUSA agreement», которые он составил). Впоследствии эти соглашения были подписаны и другими участниками НАТО.

### Послевоенные годы

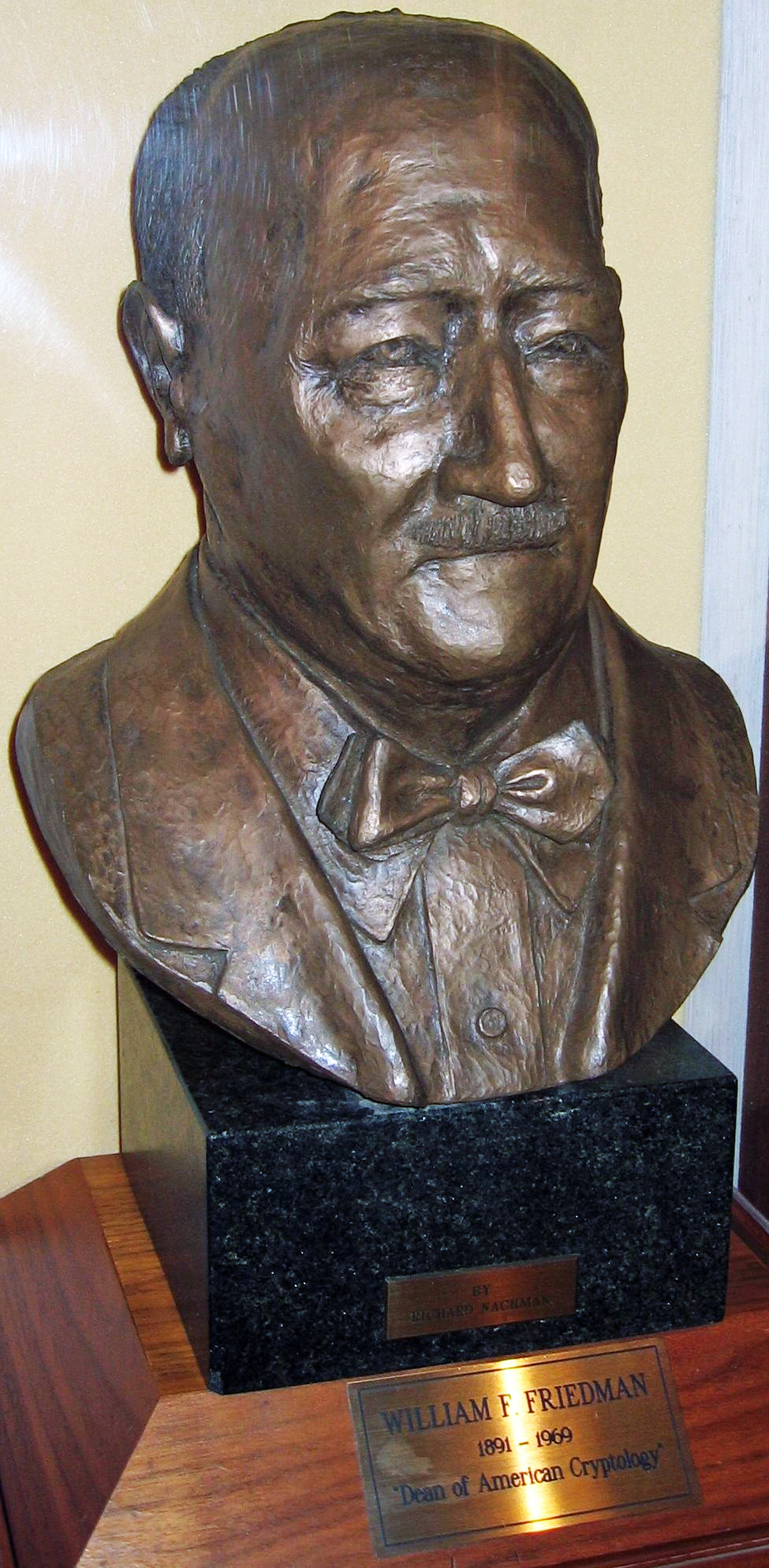
Бюст В. Фридмана в Национальном музее криптографии США с надписью: «Dean of American Cryptology» (Глава американской криптологии)

В 1947 году Фридман стал директором коммуникационных исследований Агентства Безопасности Вооруженных Сил (ASA) и подал просьбу о снятии грифа секретности с одной из изобретённых им, но не запатентованных, шифровальных машин — «M-228» (о роли Фридмана в разработке шифровальных машин см. также SIGABA, M-325, дизайн M-325, инструкция к M-325, M-228, Энигма). Коммерческое использование таких машин могло быстро превратить его в состоятельного человека. После того, как ему было отказано в просьбе, Фридман подал в суд на федеральное правительство и в 1956 году выиграл компенсацию за ущерб, нанесённый грифом секретности (U.S. Patent 6 097 812 на это изобретение 1933 года был выдан лишь в … 2000 году), однако зимой 1949—1950 года он был вновь госпитализирован с повторным обострением депрессии, а в 1955 году перенёс инфаркт миокарда. В том же году он вышел на пенсию по состоянию здоровья и покинул Агентство национальной безопасности, но продолжил консультировать НАТО по вопросам криптографии до конца 1950-х годов.
В 1944 году Вольф Фридман получил Commendation for Exceptional Civilian Service (Награду за исключительную гражданскую службу). В 1946 году он был награждён президентской медаль «За заслуги» (Medal for Merit, одна из высших гражданских наград США) и в 1955 году — медалью Национальной безопасности (National Security Medal), высшей наградой Центрального разведывательного управления. Его имя было увековечено в Зале славы Американской военной разведки и Зале Славы Агентства национальной безопасности. Одновременно Фридман продолжил выступать с критикой чрезмерной, по его мнению, политики секретности, проводимой Национальным агентством по безопасности. По его мнению, такая политика только препятствовала как научному развитию криптографии и криптоанализа, так и практическим целям национальной безопасности.
Выйдя на пенсию, Фридман с женой продолжили работу над шифрами Бэкона в работах Шекспира, доказав их отсутствие; их совместная работа о кодах в пьесах Шекспира была награждена премией Фолгера (The Folger Shakespeare Library Literary Prize) за 1955 год и вышла отдельной монографией «The Shakespearean Ciphers Examined: An analysis of cryptographic systems used as evidence that some author other than William Shakespeare wrote the plays commonly attributed to him» (Шекспировы шифры под микроскопом: анализ криптографических систем, используемых в качестве доказательства будто некий иной автор, нежели Шекспир, написал пьесы, обыкновенно приписываемые Шекспиру) в 1957 году. В 1959 году вышла его книга об акростихах и анаграммах Чосера («Acrostics, anagrams, and Chaucer»), в 1961 году — работа о Казанове «Jacques Casanova De Seingalt, Cryptologist» (Жак Казанова, кавалер де Сенгальт — криптолог) и ещё одна работа о Шекспире — «Shakespeare, Secret Intelligence, and Statecraft» (Шекспир, секретная разведка и статское искусство). Интерес Фридмана к вопросам литературных кодов проявился ещё в годы его работы директором Службы радиоразведки: так, в 1936 году им была опубликована книга «Эдгар Аллан По, криптограф» (Edgar Allan Poe, cryptographer). На протяжении 1920-х годов и особенно в послевоенные годы он занимался также изучением манускрипта Войнича, придя к выводу, что его язык представляет собой сконструированный, вероятно философский или априорный искусственный язык (см. подробный анализ работы четы Фридман над рукописью здесь).
В феврале 1963 года Фридман был в третий раз госпитализирован с приступом тяжёлой депрессии. Уильям Фридман умер 2 ноября 1969 года после двух повторных сердечных приступов. Похоронен на Арлингтонском национальном кладбище.

### Творческое наследие

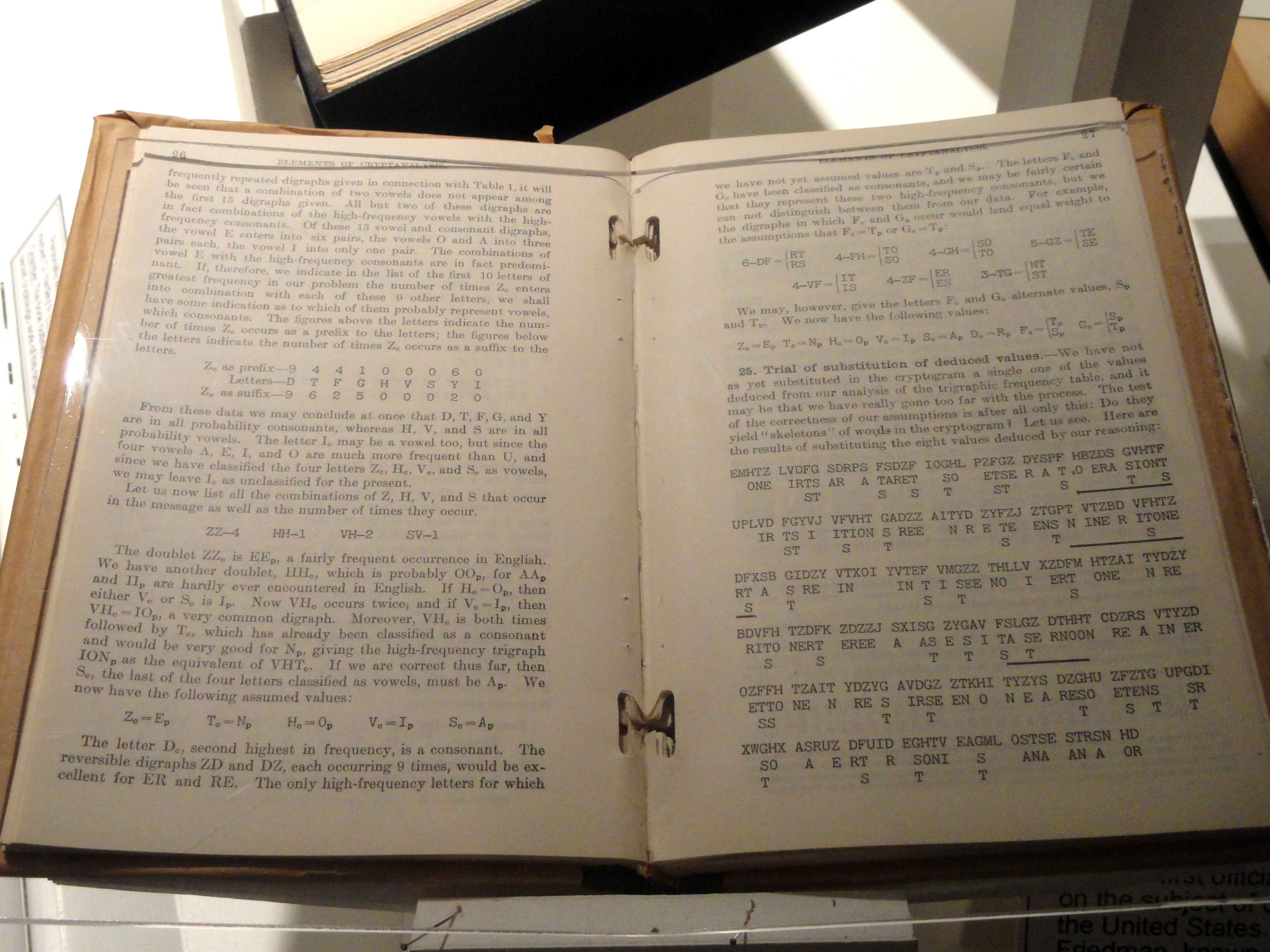
«Элементы криптоанализа» Уильяма Фридмана, опубликованные в 1923 году — Национальный криптологический музей

Многотомное репринтное собрание научных трудов Уильяма Ф. Фридмана по криптологии было выпущено калифорнийским издательством Aegean Park Press в 1970—1990 годах; значительная часть из изданного была впервые рассекречена для этой публикации. В числе прочего были переизданы основополагающие учебные пособия по криптоанализу: «Элементы криптоанализа» (Elements of Cryptanalysis, 1923), «Элементарная военная криптография» (Elementary Military Cryptography) и её продолжение «Военная криптография для продвинутых студентов» (Advanced Military Cryptography), «Военный криптоанализ» (Military Cryptanalysis, 1939—1943) в 4-х томах (т. 1 — Моноалфавитные замещающие системы/Monoalphabetic Substitution Systems, т. 2 — с задачами и компьютерными программами/Problems and Computer Programs, т. 3 — Более простые разновидности апериодических систем замещения/Simpler Varieties of Aperiodic Substitution Systems, т. 4 — Транспозиционные и фракционирующие системы/Transposition and Fractionating Systems). Последнее четырёхтомное пособие вышло также в переработанном и дополненном ассистентом Фридмана, американским криптологом греческого происхождения Л. Калимахосом (1910—1977) виде под названием «Военная криптоаналитика» (Military Cryptanalytics, 1957—1977). Кроме этого, Фридман на протяжении всей карьеры интересовался историей криптографии и опубликовал ряд работ в этой области: «A brief history of the signal intelligence service» (Краткая история сигнальной разведывательной службы, 1942), «History of the Use of Codes» (История использования кодов), соответствующие статьи в Encyclopaedia Britannica и др.

## Труды Уильяма Ф. Фридмана

### Криптология

#### Исходные публикации
- A method of reconstructing the primary alphabet: From a single one of the series of secondary alphabets (Метод реконструкции первичного алфавита: от одного в серии вторичных алфавитов). Publication № 15. Дженива, Иллинойс: Riverbank Laboratories Publication, 1917.
- Methods for the solution of running-key ciphers (Методы решения шифров с подвижным ключом). Publication № 16. Дженива, Иллинойс: Riverbank Laboratories Publication, 1918.
- An introduction to methods for the solution of ciphers (Введение в методы разрешения шифров). Publication № 17. Дженива, Иллинойс: Riverbank Laboratories Publication, 1918.
- Synoptic tables for the solution of ciphers: And a bibliography of cipher literature (Собранные таблицы для решения шифров: и библиография литературы по шифрам). Publication № 18. Дженива, Иллинойс: Riverbank Laboratories Publication, 1918.
- Formulae for the Solution of Geometrical Transposition Ciphers (Формулы для решения геометрических транспозиционных шифров). Publication № 19. Дженива, Иллинойс: Riverbank Laboratories Publication, 1918.
- Several machine ciphers and methods for their solution (Несколько машинных шифров и методы их решения). Publication № 20. Дженива, Иллинойс: Riverbank Laboratories Publication, 1918.
- Methods for the reconstruction of primary alphabets (Методы реконструкции первичных алфавитов). Publication № 21. Дженива, Иллинойс: Riverbank Laboratories Publication, 1918.
- The Production and Detection of Messages in Concealed Writing and Images (Создание и выявление посланий в тайных письменах и образах). Department of Ciphers. Дженива, Иллинойс: Riverbank Laboratories Publication, 1918.
- Memorization Methods. Specifically Illustrated in Respect to their Applicability to Codes and Topographic Material (Способы запоминания. Специально проиллюстрированные в связи с их приложением к кодам и топографическим материалам). Department of Ciphers. Дженива, Иллинойс: Riverbank Laboratories Publication, 1918.
- Synoptic Tables for the Solution Cipher (Синоптические таблицы для разрешения шифра). Department of Ciphers. Дженива, Иллинойс: Riverbank Laboratories Publication, 1918.
- The Index of Coincidence and Its Application in Cryptography (Показатель совпадения и его применение в криптографии). Publication № 22. Париж: Primerie-librairie militaire universelle, L. Fournier, 1922.
- An application of the science statistics to cryptography (Применение науки статистики к криптографии). Appendix to Publication No. 22. Париж: Primerie-librairie militaire universelle, L. Fournier, 1922.
- Elements of Cryptanalysis (Элементы криптоанализа). 1923/1924.
- International Radiotelegraph Conference of Washington: 1927 (Международная радиотелеграфная конференция в Вашингтоне: 1927). Вашингтон: U.S. G.P.O., 1928.
- Notes on code words (Примечания к кодовым словам, с Charles J. Mendelsohn). Вашингтон: American Mathematical Monthly, Август 1932.
- Analysis of a Mechanico-Electrical Cryptograph, Part I (Анализ механико-электрического криптографа). Вашингтон: U.S. G.P.O., 1934.
- Analysis of a Mechanico-Electrical Cryptograph, Part II (Анализ механико-электрического криптографа, часть вторая). Вашингтон: U.S. G.P.O., 1935.
- The principles of indirect symmetry of position in secondary alphabets and their application in the solution of polyalphabetic substitution ciphers: Technical paper (Принципы непрямой симметрии расположения во вторичных алфавитах и их применение в решении полиалфавитных шифров подстановки). Вашингтон: U.S. G.P.O., 1935.
- Field codes used by the German Army during the World War: Technical paper (Полевые коды, используемые германской армией во время Первой мировой войны). Вашингтон: U.S. G.P.O., 1935.
- Use of Codes and Ciphers in the World War and Lessons to be Learned Therefrom (Использование кодов и шифров в мировой войне и извлечённые из этого уроки). Signal Corps Bulletin, июль—сентябрь 1938.
- The Zimmermann Telegram of January 16, 1917 and Its Cryptographic Background (Телеграмма Циммерманна от 16 января 1917 года и её криптографическая основа; совместно с Charles J. Mendelsohn). Washington, DC: War Department, Office of the Chief Signal Officer, GPO, 1938.
- Military Cryptanalysis (Военный криптоанализ). В 4-х томах. U.S. War Department, Office of the Chief Signal Officer. Washington, DC: GPO, 1939—1943.
- American Army field codes in the American Expeditionary Forces during the First World War (Полевые коды американской армии в Американских экспедиционных силах во время Первой мировой войны). Вашингтон: US GPO, 1942.
- A brief history of the signal intelligence service (Краткая история сигнальной разведывательной службы). Вашингтон: US GPO, 1942.
- Preliminaery Historical Report on the Solution of the «B» Machine (Предварительный исторический доклад о решении машины «Б»). Вашингтон: US GPO, 1942.
- Expansion of the Signal Intelligence Service From 1930 to 7 December 1941 (Расширение Сигнальной разведывательной службы с 1930 до 7 декабря 1941 года). Вашингтон: US GPO, 1945.
- Codes and ciphers (cryptology). Encyclopaedia Britannica, 1956.
- Certain Aspects of «Magic» in the Cryptological Background of the Various Official Investigations Into The Pearl Harbor Attack (Некоторые аспекты «магии» в криптологической основе различных официальных расследований атаки на Перл-Харбор). Special Research History, 1956.
- Information regarding cryptographic systems submitted for use by the military service and forms to be used, «Cryptologia», том.15, вып.3, 1991-07-01, DOI: 10.1080/0161-119191865911.
- A brief history of the signal intelligence service, «Cryptologia», том.15, вып.3, 1991-07-01.

#### Переиздания
- Military Cryptanalytics, Part I (совместно с L.D. Callimahos). Washington, DC: National Security Agency, 1956.
- Military Cryptanalytics, Part II (совместно с L.D. Callimahos). Fort George G. Meade, Мэриленд: National Security Agency, 1959.
- Elements of Cryptanalysis (Элементы криптоанализа). Laguna Hills, CA: Aegean Park Press, 1976 (первое издание 1924).
- Cryptography and Cryptanalysis Articles (Статьи по криптографии и криптоанализу). Laguna Hills, CA: Aegean Park Press, 1976.
- History of the Use of Codes (История использования кодов). Laguna Hills, CA: Aegean Park Press, 1977.
- Solving German Codes in World War I (Решение германских кодов в Первую мировую войну). Laguna Hills, CA: Aegean Park Press, 1977.
- The Riverbank Publications (Публикации Ривербэнк). В 3-х томах. Laguna Hills, CA: Aegean Park Press, 1979.
- Military Cryptanalytics, Part II: Includes Problems and Computer Programs. Laguna Hills, CA: Aegean Park Press, 1985.
- The Index of Coincidence and Its Applications in Cryptography (Показатель совпадения и его применение в криптографии). Laguna Hills, CA: Aegean Park Press, 1986.
- Military Cryptanalysis, Part III: Simpler Varieties of Aperiodic Substitution Systems. Laguna Hills, CA: Aegean Park Press, 1992.
- Military Cryptanalysis, Part IV: Transposition and Fractionating Systems. Laguna Hills, CA: Aegean Park Press, 1992.
- The Zimmermann Telegram of January 16, 1917 and Its Cryptographic Background (Телеграмма Циммермана от 16 января 1917 года и её криптографическая основа; совместно с Charles J. Mendelsohn). Washington, DC: War Department, Office of the Chief Signal Officer, GPO, 1938; Laguna Hills, CA: Aegean Park Press, 1976.
- Zimmermann Telegram of January Sixteenth, Nineteen-Hundred Seventeen, & Its Cryptographic Background (Телеграмма Циммерманна от 16 января 1917 года и её криптографическая основа; совместно с Charles J. Mendelsohn). Laguna Hills, CA: Aegean Park Press, 1994.
- Six Lectures Concerning Cryptography and Cryptoanalysis (Шесть лекций по криптографии и криптоанализу). Laguna Hills, CA: Aegean Park Press, 1996.
- The Index of Coincidence and Its Applications in Cryptanalysis (Показатель совпадения и его применение в криптографии). Laguna Hills, CA: Aegean Park Press, 1996.
- Advanced Military Cryptography (Военная криптография для продвинутых студентов). Laguna Hills, CA: Aegean Park Press, 1996.
- Elementary Military Cryptography (Элементарная военная криптография). Laguna Hills, CA: Aegean Park Press, 1996.
- Military Cryptanalysis, Part I: Monoalphabetic Substitution Systems. Aegean Park Press, 1996.
- The Riverbank Publications: The Index of Coincidence and Its Applications in Cryptography, Publication Number 22. Laguna Hills, CA: Aegean Park Press, 1998.

### Литературоведение
- Edgar Allan Poe, Cryptographer (Эдгар Аллан По, криптограф). American Literature Vol. VIII, No. 3, November 1936.
- Edgar Allan Poe, cryptographer (Эдгар Аллан По, криптограф). Duke University Press, 1936.
- The Shakespearean Ciphers Examined: An analysis of cryptographic systems used as evidence that some author other than William Shakespeare wrote the plays commonly attributed to him (Шекспировы шифры под микроскопом: анализ криптографических систем, используемых в качестве доказательства будто некий иной автор, нежели Шекспир, написал пьесы, обыкновенно приписываемые Шекспиру; совместно с Elizebeth S. Friedman). Кембридж: Cambridge University Press, 1957.
- A Review of Studies in Villon, Vaillant and Charles d’Orléans by Ethel Seaton (Обзор исследований Вийона, Вайяна и Карла Орлеанского Этель Ситон, с Элизабет С. Фридман). Medium Aevum, XXVII, 3, 1958, стр. 194—198.
- Acrostics, Anagrams, and Chaucer (Акростихи, анаграммы и Чосер, с Элизабет С. Фридман). Philological Quarterly 38, 1959, стр. 1-20.
- Acrostics, anagrams, and Chaucer (Акростихи, анаграммы и Чосер, с Элизабет С. Фридман). University of Iowa, 1959.
- Jacques Casanova De Seingalt, Cryptologist (Жак Казанова, кавалер де Сенгальт — криптолог). Casanova Gleanings, Vol. IV, 1961, стр. 1-12.
- Shakespeare, Secret Intelligence, and Statecraft (Шекспир, секретная разведка и статское искусство). Филадельфия: Proceedings of the American Philosophical Society, October 11, 1962, стр. 401—411.